# Wong Kam-po
Wong Kam Po (chinês simplificado: 黄金宝; chinês tradicional: 黃金寶; pinyin: Huáng Jīnbǎo: 黃金寶,chinês simplificado: 黄金宝,pinyin: Huáng Jīnbǎou; cantonais jyutping; nascido o 13 de março de 1973, em Hong Kong) é um ciclista profissional.

## Palmarés

### Estrada
1999 (como amadorr)
- Campeonato de Hong Kong Contrarrelógio
- Campeonato de Hong Kong em Estrada
- Tour do Mar da Chinesa Meridional, mais 2 etapas

2000 (como amador)
- 1 etapa do Tour de Langkawi
- 1 etapa do Tour de Coreia
- Campeonato de Hong Kong em Rota
- Tour de Okinawa
- 1 etapa do Tour do Mar da Chinesa Meridional

2001
- Campeonato Asiático em Estrada
- 3º no Campeonato Asiático em Contrarrelógio

2002
- 3º no Campeonato Asiático em Estrada

2003
- 2 etapas do Tour de Coreia
- 1 etapa da Volta ao Lago Qinghai
- 1 etapa do Tour do Mar da Chinesa Meridional

2004
- Tour de Okinawa

2005
- 1 etapa do Tour de Siam
- 4 etapas do Tour de Chinesa
- 1 etapa do Tour de Indonésia
- 5 etapas do Tour do Mar da Chinesa Meridional

2006
- 1 etapa do Volta a Japão
- 1 etapa do Tour do Mar da Chinesa Meridional

2012 (como amador)
- Campeonato Asiático em Estrada
- 2 etapas do Tour de Taiwán
- 1 etapa do Volta a Japão

### Pista
1999
- 2º no Campeonato Asiático Perseguição

2007
- Campeonato Mundial Scratch

2010
- 2º no Campeonato Asiático Madison
- 3º no Campeonato Asiático Perseguição por Equipas